# Maextro

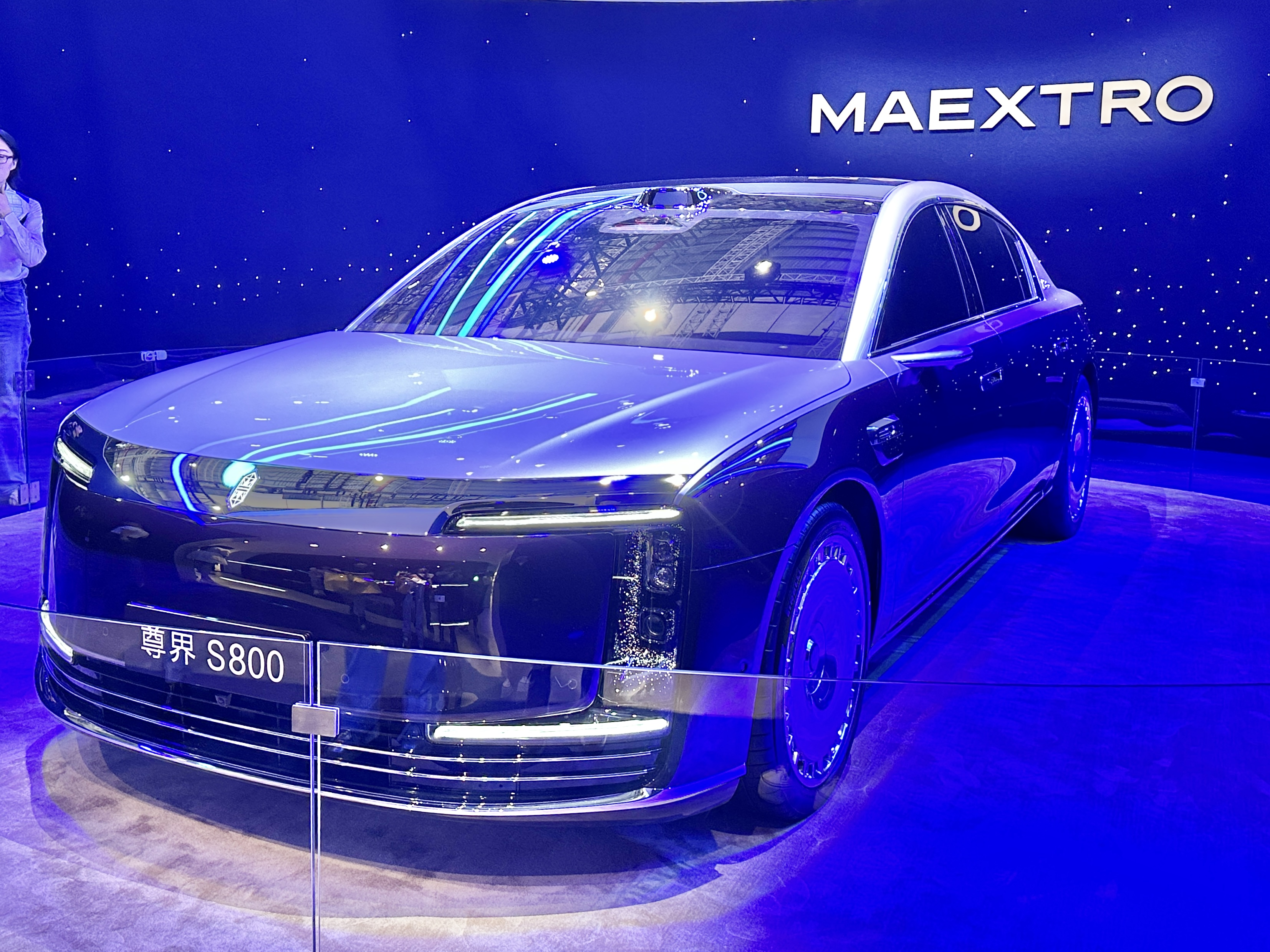
Maextro S800

Maextro (chiń. upr. 尊界) – chińska marka samochodów ultraluksusowych i pojazdów elektrycznych z siedzibą w Shenzhen, działający od 2021 roku. Należy do HIMA, motoryzacyjnego chińskiego oddziału koncernu technologicznego Huawei.

## Historia
W lipcu 2024 roku Yu Chengdong (Richard Yu), przewodniczący Huawei Consumer BG i Intelligent Automotive Solutions BU, w wywiadzie ujawniono, że czwarta marka HIMA, opracowana we współpracy z JAC Group, będzie nazywać się Zunjie (尊界) w języku chińskim. W sierpniu 2024 r. podczas wydarzenia promującego nowe produkty Stelato S9 i Huawei, Huawei oficjalnie zaprezentowało Maextro – czwartą markę w ramach współpracy HIMA z JAC.
Pierwszy pojazd Maextro, S800, został pierwotnie zaprezentowany podczas ceremonii marki Huawei Mate 26 listopada 2024 r., gdzie ruszyło przyjmowanie zamówień w przedsprzedaży. Szczegóły dotyczące pojazdu, obejmujące technologie opracowane przez Huawei specjalnie dla Maextro, zostały ujawnione podczas wydarzenia technologicznego, które odbyło się 20 lutego 2025 r. Oczekuje się, że model ten zostanie wprowadzony na rynek w maju podczas Shenzhen Auto Show 2025.
JAC Group i Huawei wspólnie zbudowały zakład produkcyjny w swoim rodzinnym mieście Hefei zwany Maextro Super Factory. Budowa została ukończona 16 grudnia 2024 r. Roczna zdolność produkcyjna wynosi 200 000 sztuk a firma twierdzi, że jej roczna produkcja wynosi 100 miliardów juanów. W zakładzie znajduje się 86 stanowisk kontroli jakości i prawie 1500 robotów wykorzystywanych do procesów łączenia, klejenia i malowania.

## Modele samochodów

### Obecnie produkowane
S800